# Vitrail de Marie-Madeleine (Chartres)
Pour un article plus général, voir Vitraux de Chartres.
Le vitrail de  Marie-Madeleine à Chartres est le deuxième vitrail du bas-côté sud de la cathédrale Notre-Dame de Chartres, numéroté 046 dans le Corpus vitrearum.
Le vitrail fut offert par les porteurs d'eau.
La verrière a été exécutée entre 1205 et 1215, elle est contemporaine de la cathédrale actuelle reconstruite après l'incendie de 1194. Elle a été restaurée en 1897 par Gaudin, en 1919 par Bonnot (restitution de panneaux de bordure), puis dans les années 1980.
Elle a été classée aux monuments historiques en 1840.

## Composition du vitrail

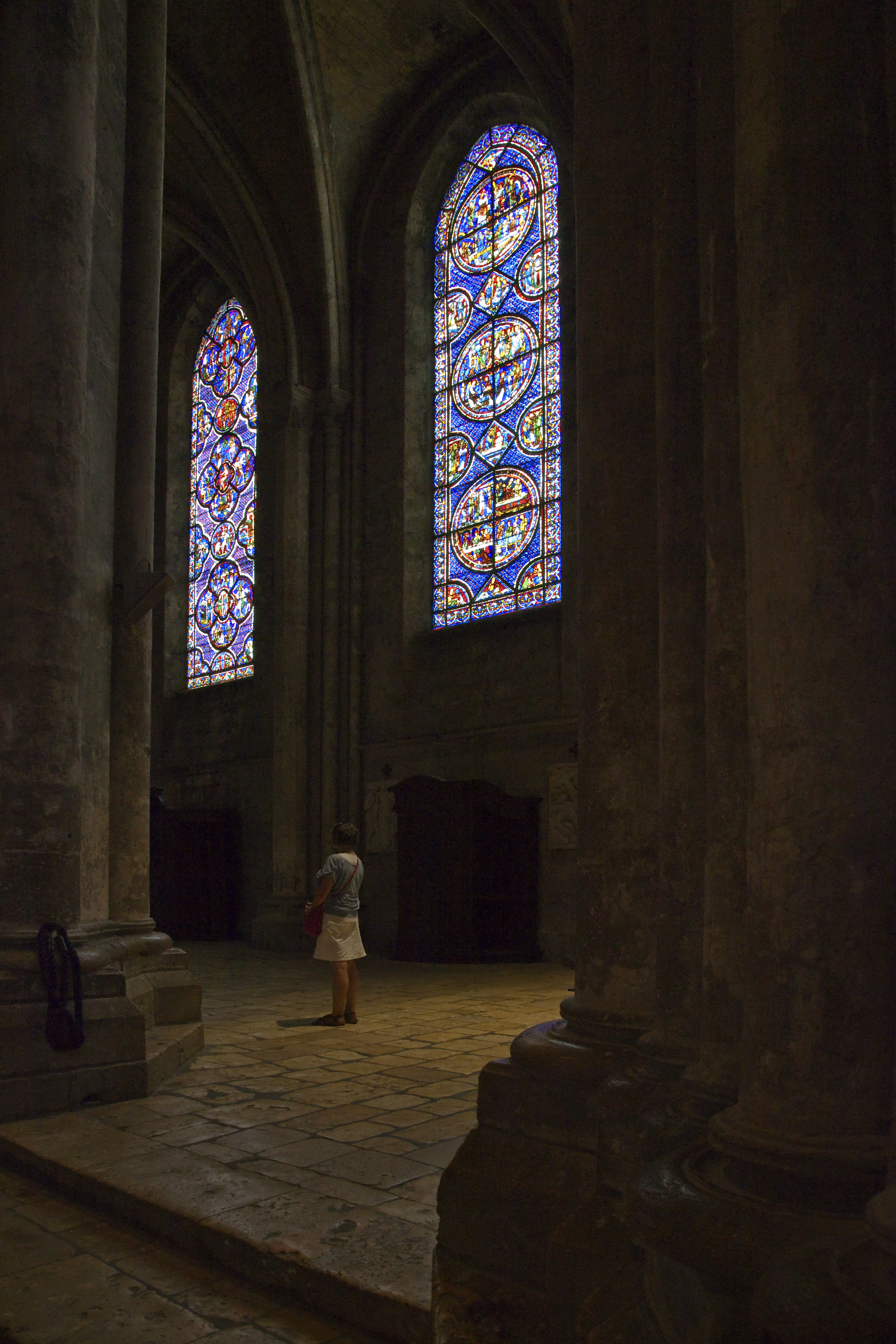
Bas-côté de la cathédrale de Chartres.

La verrière est composée de trois grands cercles divisés en trois ou quatre compartiments, alternant avec des losanges et des demi-médaillons, sur un fond de mosaïque à écailles.
Les grands cercles sont formés par une bordure centrale bleue semée de perles jaunes, elle-même bordée d'une double bordure blanche et rouge.
Les compartiments des grands cercles sont délimités par les ferrures du vitrail, et présentent des scènes sur fond bleu. La division du cercle correspond à celle d'une carte en T, une scène supérieure prenant un demi-cercle au-dessus de deux quarts de cercle.
Entre ces grands cercles et le long de la bordure, les demi-médaillons sont délimités par les ferrures du vitrail, bordées d'une bordure extérieure blanche et rouge et d'une bordure intérieure blanche et bleue. Ces médaillons présentent des scènes sur fond rouge.
Au niveau de ces demi-médaillons, les grands cercles sont séparés par des losanges délimités par les ferrures, qui présentent des scènes sur fond rouge bordées de blanc et de bleu.
Entre ces figures, le fond est formé d'écailles bleues à cœur rouge. La bordure est formée de palmettes et de rinceaux.

## Thématique

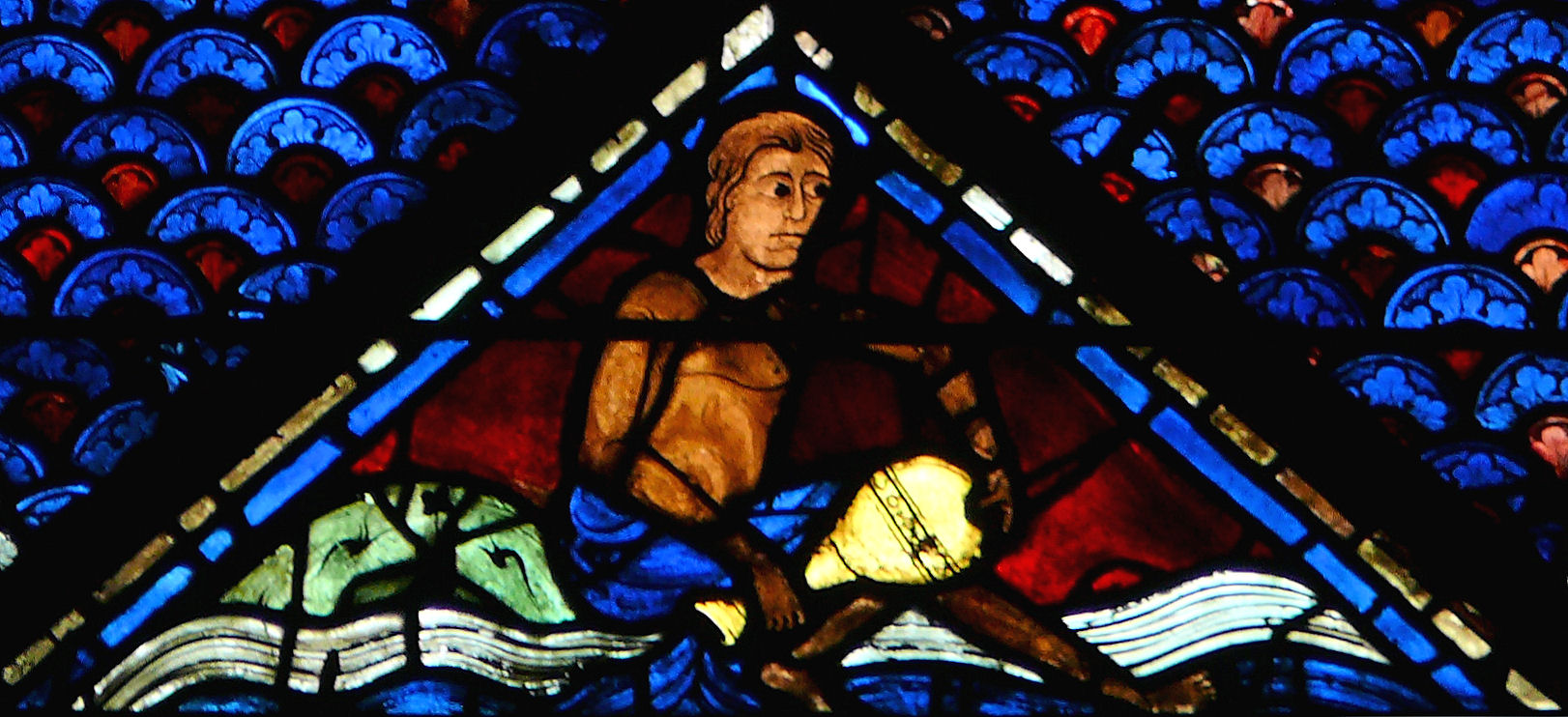
Donateurs : Porteurs d'eau.

Marie de Magdala (déformé en Marie-Madeleine) est une figure rassemblant plusieurs histoires, dont il n'est pas certain qu'elles concernent la même personne : la pécheresse du repas chez Simon le Pharisien (Lc 7:36-50), Marie de Béthanie la sœur de Lazare (Jn 11:1-57), Marie de Magdala délivrée de ses démons et premier témoin de la Résurrection de Jésus, et parfois également Marie l'Égyptienne.
À la suite de Grégoire le Grand, l'Église considère qu'il s'agit d'un même personnage, l'image même du repentir. De ce fait, contrairement à l'usage iconographique, elle est souvent représentée sans nimbe, étant considérée comme initialement pécheresse.
Ont été ajoutées des scènes légendaires de l'arrivée de Marie-Madeleine en Provence quatorze ans après la Passion (avec Maximin d'Aix, Lazare, Marthe de Béthanie et Martille sa suivante), et de sa mort après une vie de pénitence, que l'on retrouve dans La Légende dorée (pour la fête de Marie-Madeleine le 22 juillet).
En revanche, les nombreux épisodes légendaires décrivant la conversion de Marseille ne sont pas figurés, ni sa vie contemplative de trente ans dans la grotte de la Sainte Baume.
Marie-Madeleine représente « les trois excellentes parts qu'elle a choisies, savoir, la part de pénitence, de la contemplation intérieure, et de la gloire céleste ».

## Description des panneaux
Le vitrail se lit de bas en haut et de gauche à droite.
|  | (VI) Mort et naissance au Ciel de Marie Madeleine. De bas en haut, et de gauche à droite : 1. Marie-Madeleine s'était retirée dans la grotte de la Sainte-Baume. Au moment de sa mort, elle est transportée par des anges le jour de Pâques sur l'autel devant Saint Maximin, qui lit la Messe des morts. 2. Inhumation de Marie-Madeleine par Saint Maximin, qui lit la prière sur les morts. 3. Le Christ reçoit Marie-Madeleine présentée par des anges. Son âme est représentée sous forme d'un nouveau-né, la mort d'un saint étant sa « naissance au Ciel ». 4. En haut, un ange thuriféraire. |
|  | (V) Évangélisation de la Provence. De gauche à droite : 1. Marie-Madeleine débarque en Provence, avec Saint Maximin derrière elle. Elle tient le livre représentant son témoignage. 2. Maximin d'Aix, premier évêque d'Aix en Provence, enseigne ses disciples. 3. Les habitants d'Aix en Provence s'approchent pour écouter la prédication. |
|  | (IV) Le médaillon suivant raconte le récit de Marie-Madeleine après la mort du Christ, seul témoin à la fois de la résurrection de Lazare et de la Résurrection de Jésus-Christ. Marie a cette fois-ci un nimbe. De bas en haut, et de gauche à droite : 1. Marie-Madeleine se rend au tombeau et le découvre vide (Jn 20:1). Le suaire est posé sur la pierre tombale. 2. Noli me tangere : Marie Madeleine rencontre le Ressuscité qui lui dit « ne me retiens pas » (noli me tangere) et lui demande d'aller rejoindre les disciples pour leur annoncer sa Résurrection (Jn 20:11:17). 3. Marie-Madeleine annonce la résurrection aux Apôtres. Elle tient un phylactère qui annonce la « bonne nouvelle » (évangile). |
|  | (III) Résurrection de Lazare (Jn 11:43-44). De gauche à droite : 1. Jésus se rend au sépulcre de Lazare, suivi de Marthe (avec nimbe) et Marie (sans nimbe). 2. Lazare se relève les pieds et les mains liés de bandes, et le visage enveloppé d'un linge, quand le Christ lui commande de sortir. Un disciple (le Christ aurait un nimbe marqué d'une croix, signe de divinité) tient la dalle verte du tombeau, le vert symbolisant la vie. 3. Les témoins de la scène se protègent le nez : « Seigneur, il sent déjà, car il y a quatre jours qu'il est là » (Jn 11:39). |
|  | (II) La première série de scènes décrit Marthe et Marie, et la résurrection de Lazare (Jn 11:1-57). Marthe y est représentée avec un nimbe, mais non pas Marie, présentée ici comme pécheresse. De bas en haut, et de gauche à droite : 1. Le repas chez Simon Lazare (Lc 7:36-50), Marie-Madeleine oint les pieds de Jésus en train de manger. C'est sa première rencontre avec Jésus-Christ. Le vase de parfum se détache sur la bordure. Une observation aux jumelles révèle deux carottes sur la table. 2. Veillée funèbre devant Lazare couvert d'un suaire (Jn 11:19), devant lequel sont posés trois chandeliers. Marthe est représentée à droite avec un nimbe, mais non pas Marie à gauche. 3. Marthe et Marie pleurent la mort de Lazare. 4. Funérailles de Lazare : le vitrail représente ici un évêque (reconnaissable à sa mitre et sa crosse) assisté par un clerc qui lui présente le livre liturgique. La scène de l'enterrement de Lazare est divisée en deux, une scène d'intérieur où pleurent les femmes, une scène d'extérieur où les hommes inhument Lazare. |
|  | (I) Les donateurs : les porteurs d'eau. Les porteurs d'eau ne sont pas représentés au naturel, mais selon la représentation classique de la personnification des cours d'eau . De gauche à droite : 1. Un « évier » verse de l'eau. 2. Un « évier » puise de l'eau dans la rivière. 3. Un « évier » verse de l'eau. |